# Stegastes variabilis
Stegastes variabilis är en fiskart som först beskrevs av Castelnau, 1855.  Stegastes variabilis ingår i släktet Stegastes och familjen Pomacentridae. Inga underarter finns listade i Catalogue of Life.